# Ileksky (huyện)
Huyện Ileksky (tiếng Nga: ? райо́н) là một huyện hành chính tự quản (raion), của Tỉnh Orenburg, Nga. Huyện có diện tích 3498 km², dân số thời điểm ngày 1 tháng 1 năm 2000 là 30000 người. Trung tâm của huyện đóng ở Ilek.